# Meishi

Exemplu de Meishi

Un meishi (名刺?) este o carte de vizită japoneză. Spre deosebire de cărțile de vizită occidentale, aspectul lor este formalizat.